# موتور اوام۴۵۷ مرسدس-بنز
موتور اوام۴۵۷ مرسدس-بنز یک موتور دیزل ۶ سیلندر خطی چهارزمانه است که حجم آن ۱۱٬۹۶۷ سانتی‌متر مکعب (۱۲٫۰ لیتر) است. این موتور یک مدل از موتورهای سری ۴۰۰ مرسدس-بنز است. موتور اوام۴۵۷ استفاده‌های زیادی دارد، از جمله در کامیون، دریایی، نظامی، شهری، اتوبوس و وسایل نقلیه کشاورزی و همچنین تنظیمات ثابت. این موتور دارای گونه‌های متفاوت با قدرت‌های متفاوت است.
این موتور آب خنک است و با استفاده از بلوک سیلندر چدنی با آستر سیلندر مرطوب قابل جابجایی تولید می‌شود. این موتور از سوخت دیزل استفاده می‌کند که به روش تزریق مستقیم از پمپ‌های واحد کنترل‌شده الکترونیکی و واحد فعال میل بادامک تحویل می‌شود. سرسیلندرها واحدهای مجزا برای هر سیلندر هستند.
میل‌لنگ یک واحد آهنگری دقیق است که در هفت یاتاقان سه لایه اجرا می‌شود و وزنه‌های تعادل آن مانند سایر موتورهای دیزلی قدیمی آن بر روی تارهای میل پیچ شده‌است. یاتاقان وسط نیز یاتاقان رانش است. میله‌های اتصال به صورت دوپاره هستند و دارای بوش‌های برنزی برای پین پیستون هستند.
| داده‌ها                    | مقدار                                                                         |
| ------------------------- | ----------------------------------------------------------------------------- |
| گروه                      | OM                                                                            |
| مدل                       | 457.951 LA                                                                    |
| سیستم احتراق              | گازوئیل چهار زمانه با تزریق مستقیم                                            |
| تعداد سیلندرها و آرایش    | عمودی خطی-۶                                                                   |
| منفذ × استروک (ضربه)      | ۱۲۸ در ۱۵۵ میلیمتر (۵٫۰ در ۶٫۱ اینچ) , ۱۱٬۹۶۷ سانتی‌متر مکعب (۱۲٫۰ لیتر)       |
| نسبت تراکم                | ۱۸٫۵:۱                                                                        |
| قدرت نامی                 | ۲۶۰ کیلووات (۳۵۴ اسب بخار متری؛ ۳۴۹ اسب بخار) در ۲۰۰۰ دور در دقیقه            |
| حداکثر گشتاور             | ۱٫۶ کیلونیوتن متر (۱٬۱۸۰ پوند-فوت) در ۱۱۰۰ دور در دقیقه                       |
| دستور شلیک سیلندر         | ۱ - ۵ - ۳ - ۶ - ۲ - ۴                                                         |
| حداکثر فشار نازل‌های تزریق | ۱٬۸۰۰ بار (۲۶٬۰۰۰ پوند بر اینچ مربع)                                          |
| حداکثر دمای عملیاتی       | ۱۰۰ درجه سلسیوس (۲۱۲ درجه فارنهایت)                                           |
| فشار روغن                 | اسمی ۲–۵ بار (۲۹–۷۳ پوند بر اینچ مربع)، حداقل ۰٫۵ بار (۷٫۳ پوند بر اینچ مربع) |
| وزن خالص                  | ۱٬۰۴۵ کیلوگرم (۲٬۳۰۴ پوند)                                                    |

## تولید در ایران
این موتور در شرکت ایدم تبریز تحت لیسانس مرسدس بنز تولید میشود.